# ژوزه فونت
ژوزه میگل دا روشا فونت (پرتغالی: José Miguel da Rocha Fonte؛ زادهٔ ۲۲ دسامبر ۱۹۸۳) بازیکن فوتبال اهل پرتغال است.
از باشگاه‌هایی که در آن بازی کرده‌است می‌توان به ویتوریا ستوبال، بنفیکا، پاسوس ده فریرا، کریستال پالاس، ساوت‌همپتون، وستهام یونایتد، دالیان ییفانگ و لیل اشاره کرد.
وی همچنین در تیم ملی فوتبال پرتغال بازی کرده‌است.